# キングサウード大学
キングサウード大学あるいはサウード国王大学（英語: King Saud University、略称：KSU、アラビア語: جامعة الملك سعود）は、サウジアラビア・リヤドにある公立大学（王立大学）。
1932年に即位した初代サウジアラビア国王・アブドゥルアズィーズ・イブン・サウード（アブドゥルアズィーズ1世）はサウジアラビアの現代化のため、教育システムの基礎を築いた。1953年にサウード国王が亡くなった後、息子であるサウード・ビン・アブドゥルアズィーズ（サウードⅠ世）によってその遺志が引き継がれ教育省を設置、1957年に教育大臣のファハド・ビン＝アブドゥルアズィーズ（アブドゥルアズィーズ1世の息子、後に第5代国王）が主導してサウジアラビア初の大学（高等教育施設）としてリヤド大学を設立。1982年に現在の大学名に改名された。
現在、4万人の学生で構成されており、このうち7％が国外からの留学生である.。大学は自然科学、社会科学、人文科学、専門研究の学部課程で構成されており、多くの課程で授業料が無料である。授業は英語及びアラビア語で行われている。

## キャンパス
現在のキャンパスの建物はアメリカの建築事務所であるヘルムース・オバタ・カッサバウム (HOK) が手がけたもので、1980年代に整備された。